# Mustikkamaa–Korkeasaari
Mustikkamaa-Korkeasaari (suédois : Blåbärslandet-Högholmen) est un  quartier d'Helsinki en Finlande.  

## Description
Le quartier est composé des  îles de Mustikkamaa,de Korkeasaari et d'autres îles plus petites. Le district de Mustikkamaa-Korkeasaari héberge 19 habitants sur une superficie de 0,66 km2.
Korkeasaari est surtout renommée pour le parc zoologique de Korkeasaari.
Le quartier est une zone de loisirs avec 4 courts de tennis, deux terrains de Basket-ball et un terrain de Football.

## Galerie

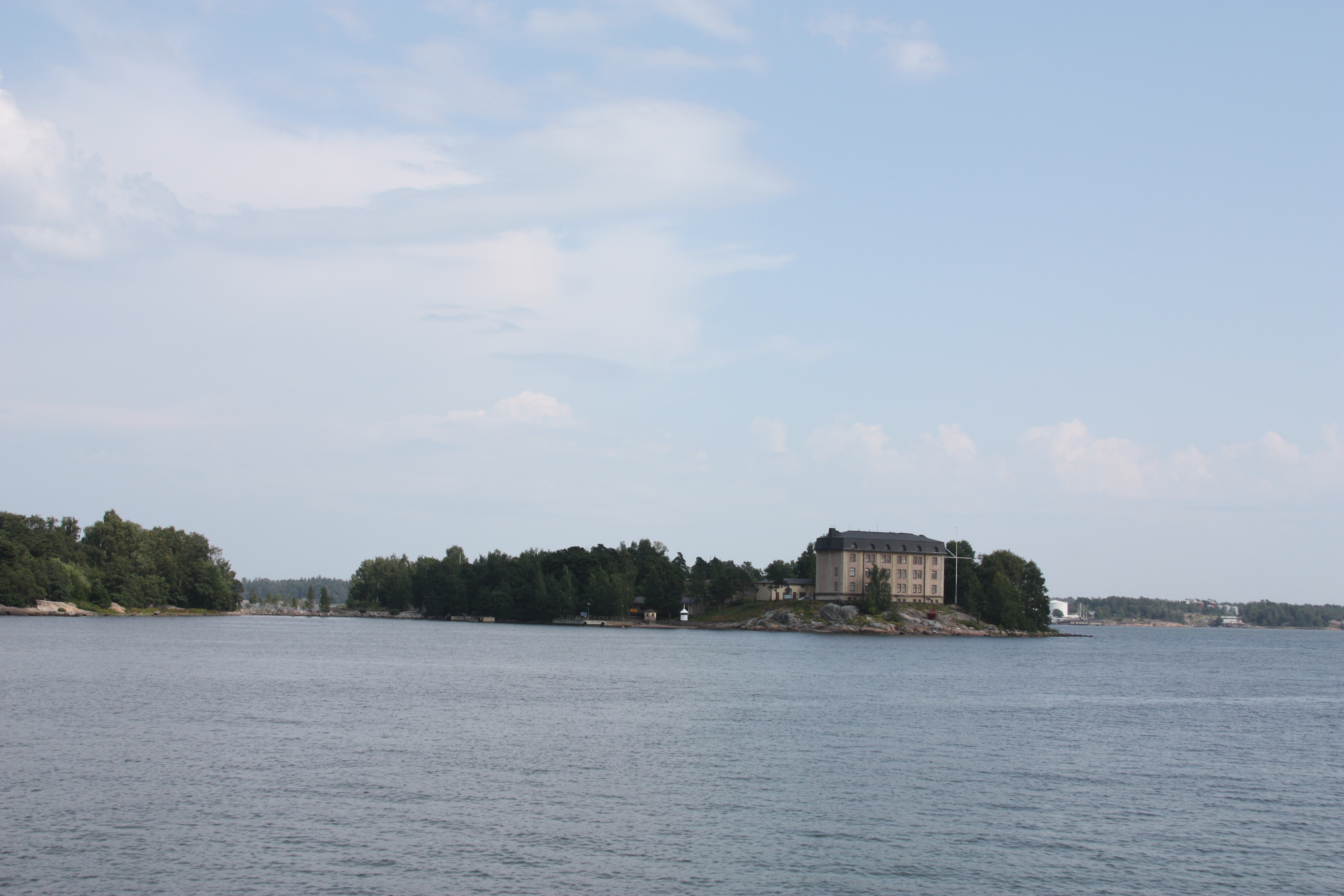
Ile de Hylkysaari.
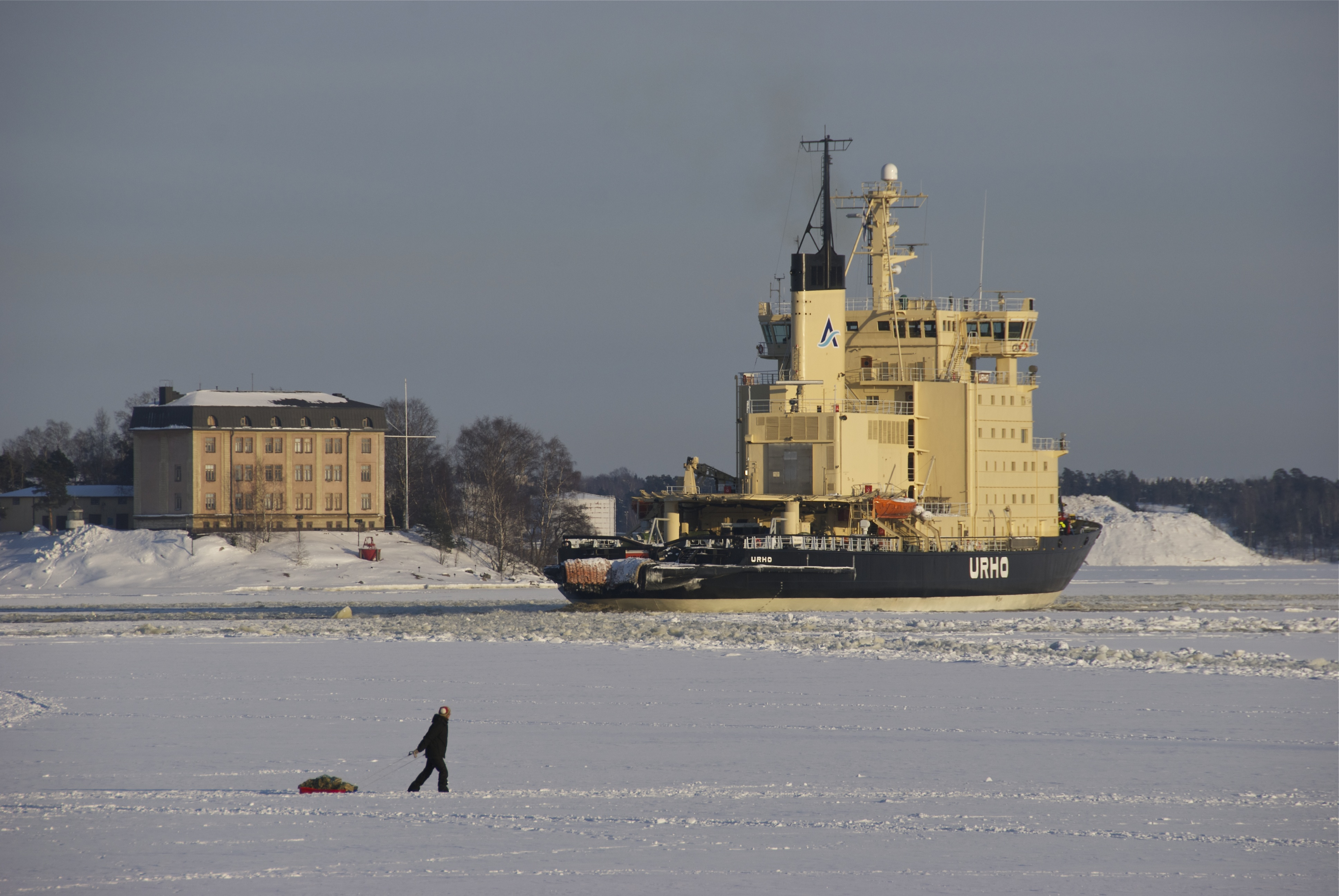
Le brise-glace Urho retournant en mer après avoir fait le plein de carburant à  Katajanokka.
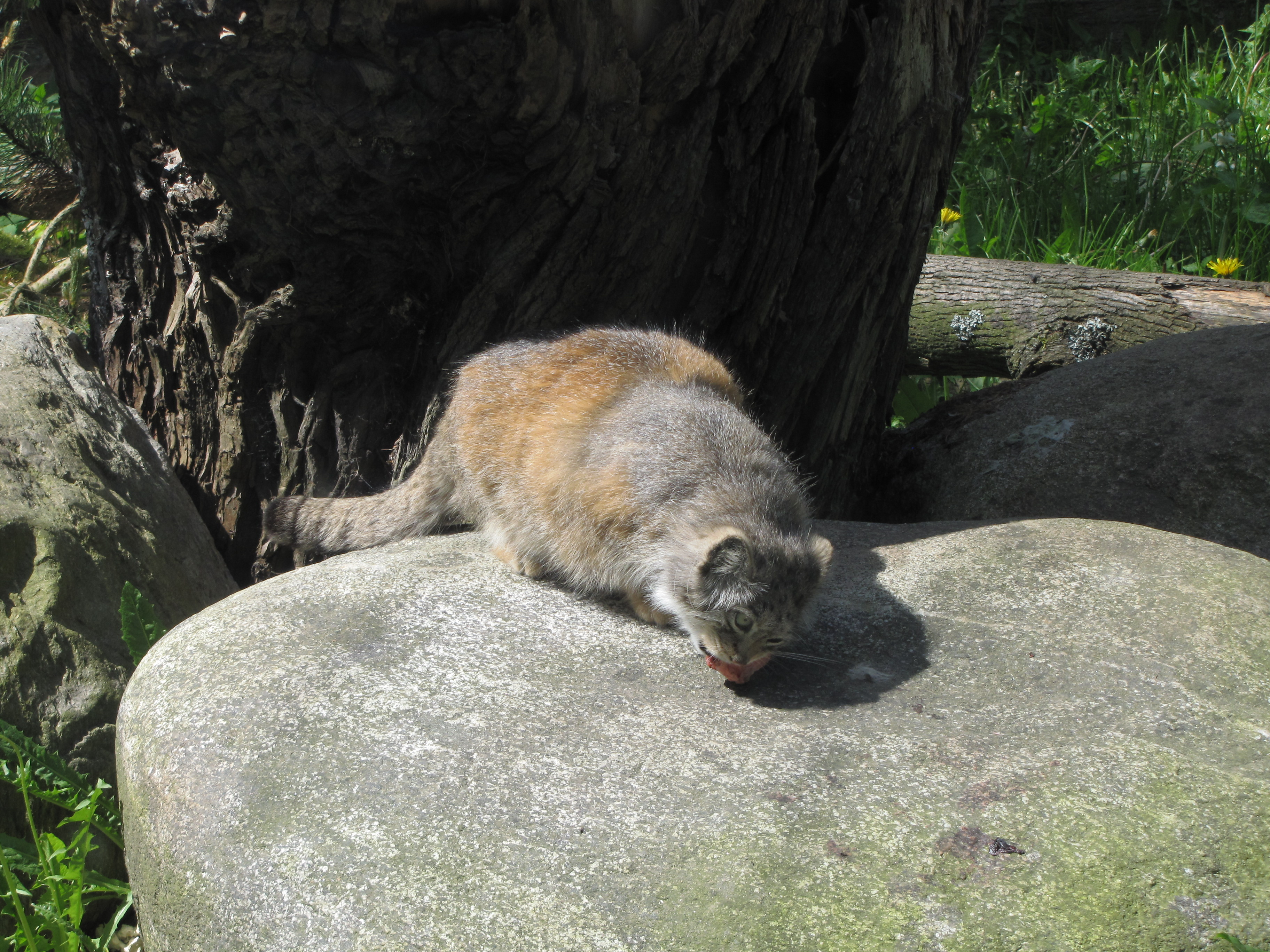
Chat de Pallas (Felis manul) au zoo de Korkeasaari.
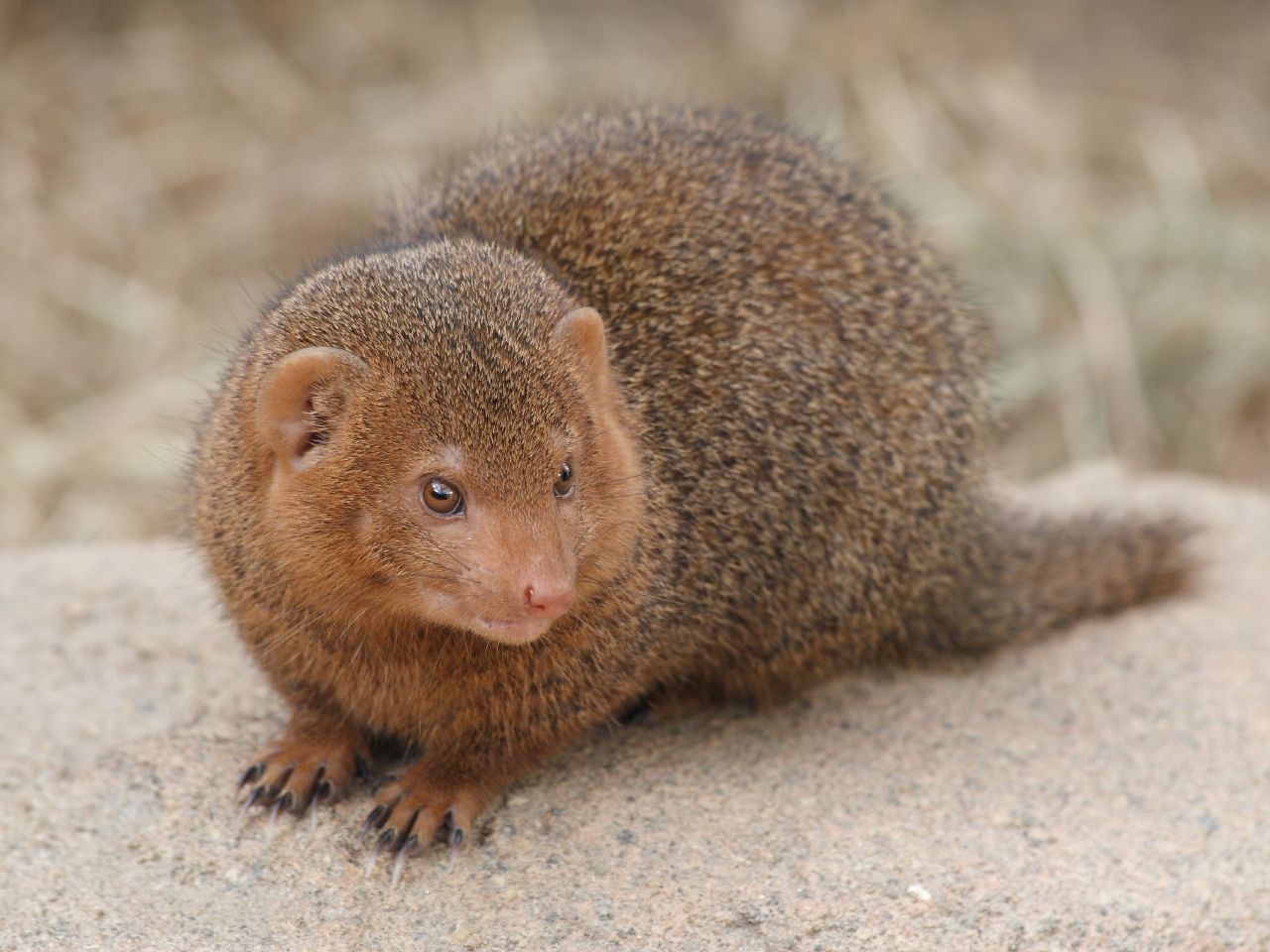
Mangouste naine du Sud (Helogale parvula) au zoo de Korkeasaari.
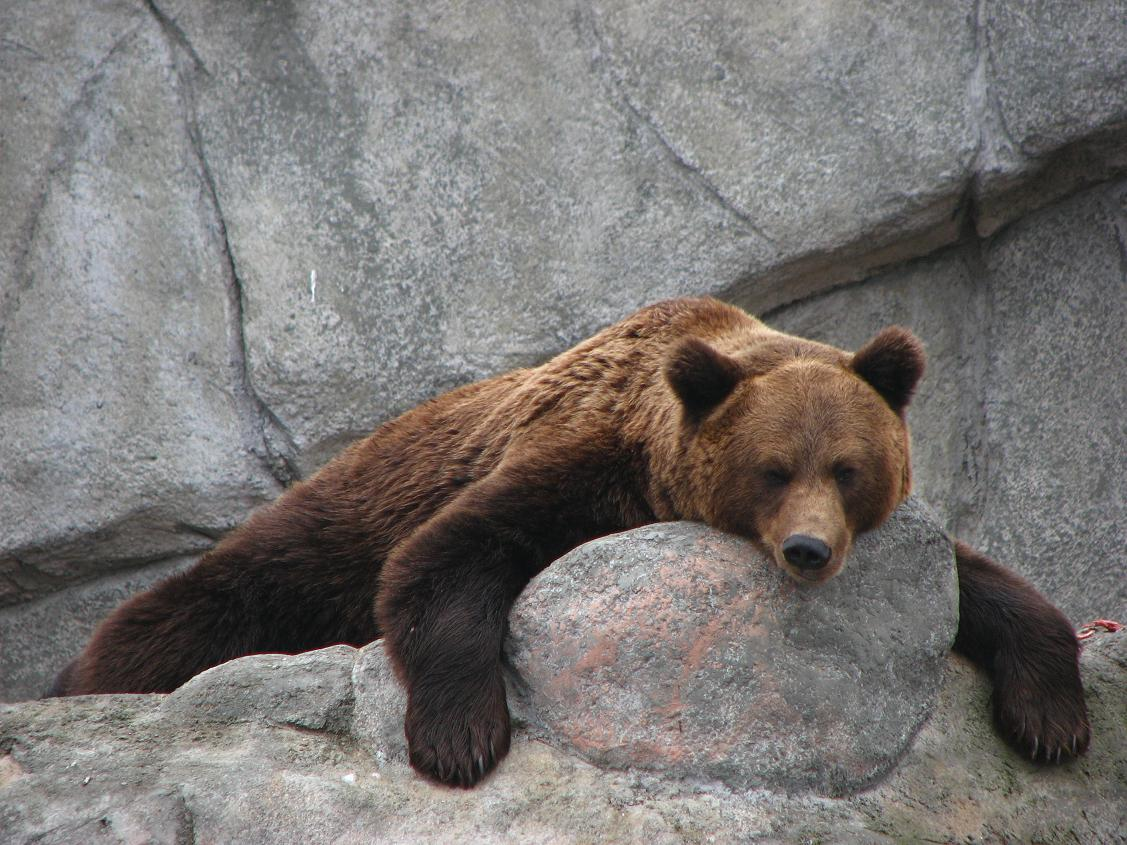
Ours brun (Ursus arctos) au zoo de Korkeasaari.